# Meunasah Tingkeum
Meunasah Tingkeum is een bestuurslaag in het regentschap Aceh Timur van de provincie Atjeh, Indonesië. Meunasah Tingkeum telt 659 inwoners (volkstelling 2010).